# Trilulilu
Trilulilu a fost un site web românesc care, spre deosebire de YouTube, nu a fost dedicat pentru încărcarea fișierelor video; permițând și încărcarea fișierelor de tip audio și imagini. În august 2010, Trilulilu era al doilea site din România ca număr de accesări (după Hi5).

## Înregistrare
Pe acest site înregistrarea nu era obligatorie pentru a-l putea accesa și a putea urmări materialele distribuite. Utilizatorii neînregistrați puteau doar să vizioneze imagini, video sau a asculta fișiere audio, în timp ce utilizatorii înregistrați aveau permisiunea de a încărca fișiere, a crea grupuri și de spectacole, de a crea liste de joacă, de a evalua și comenta conținutul încărcat, de a accesa profilurile utilizatorilor, de a trimite cadouri virtuale și de a comunica cu alți utilizatori înregistrați folosind sistemul de mesagerie intern. Utilizatorii care dețineau un cont erau porecliți „triluliști”.

## Detalii comerciale
În mai 2008 Trilulilu a vândut pachetul majoritar al companiei omului de afaceri de origine franceză Alexis Bonte, care deținea deja, din decembrie 2007, un procent de 10 % din acțiunile Trilulilu. Investiția în cele 41 % din acțiunile companiei care deține situl Trilulilu a fost de peste un milion de Euro.
Valoarea a fost stabilită pe baza unei evaluări de 2,5 milioane de euro a proiectului.
Pe lângă această sumă, Alexis Bonte a mai investit în acest sit 300 de mii de euro.
Restul de 49 % din acțiuni au rămas la șase persoane fizice: Sergiu Biriș, Andrei Dunca, Vlad Gorgan, Dragoș Bîrlea, Bogdan Colceriu și Raluca Rus.
Compania a raportat în 2009 o cifră de afaceri de aproximativ 305.000 euro.
Site-ul firmei a înregistrat 3,4 milioane de vizitatori unici în luna decembrie 2010.
Număr de angajați în 2011: 15